# Moskon
Moskon a fost rege în Dacia în secolul al III-lea î.Hr. în regiunea de nord a Dobrogei. Acesta a legat relații cu polisurile grecești, adoptând administrația acestora.
Singurele dovezi ale existenței lui Muskon sunt niște monede de argint, găsite lângă Tulcea, toate sunt însemnate cu un tânar cu păr lung și cu un călăreț pe revers. Pe acestea este inscripționat: ΒΑΣΙΛΕΩΣ ΜΟΣΚΩΝΟΣ, ce semnifică „regele Moskon”. 
În colecțiile Cabinetului numismatic al Muzeului de arheologie Constanța se păstrează două monede de argint de tipul Moskon.